# Іпельське Уляни
Іпельське Уляни (словац. Ipeľské Úľany) — село, громада округу Левіце, Нітранський край. Кадастрова площа громади — 15.68 км².
Населення 268 осіб (станом на 31 грудня 2018 року).

## Історія
Іпельське Уляни згадуються 1259 року.

## Населення
| Рік:            | 1994. | 2004.    | 2014.    | 2024.   |
| --------------- | ----- | -------- | -------- | ------- |
| Кількість осіб: | 415   | 342      | 290      | 262     |
| Різниця:        |       | -17,59 % | -15,20 % | -9,65 % |

| Рік:            | 2023. | 2024.   |
| --------------- | ----- | ------- |
| Кількість осіб: | 263   | 262     |
| Різниця:        |       | -0,38 % |